# WIRmachenDRUCK Arena
De WIRmachenDRUCK Arena (tussen 2011 en 2014: Comtech Arena en tussen 2014 en 2019 mechatronik Arena) is een voetbalstadion in Aspach, Duitsland. Het dient als thuishaven voor de voetbalclub SG Sonnenhof Großaspach, dat anno 2025 in de Regionalliga Südwest uitkomt. Bovendien wordt het in het seizon 2024/25 door het tweede elftal van VfB Stuttgart gebruikt voor haar thuiswedstrijden in de 3. Liga.
Het stadion beschikt over 6.500 zitplaatsen, maar op enkele tribunes kunnen de stoeltjes eenvoudig worden vervangen door staanplaatsen waardoor de capaciteit wordt verhoogd tot 10.000 toeschouwers. Bij gebruik voor concerten en andere culturele evenementen biedt het stadion zelfs plaats aan 15.000 mensen.
Het stadion werd in 2010 en 2011 gebouwd op de plek van het oude stadion van SG Sonnenhof Großaspach, dat niet meer aan de reglementen van de DFB voldeed nadat de voetbalclub naar de Regionalliga was gepromoveerd. Het stadion werd gefinancierd door een groep private investeerders, waaronder schlagerzangeres Andrea Berg en profvoetballer Mario Gómez.